# Der Froschkönig oder der eiserne Heinrich

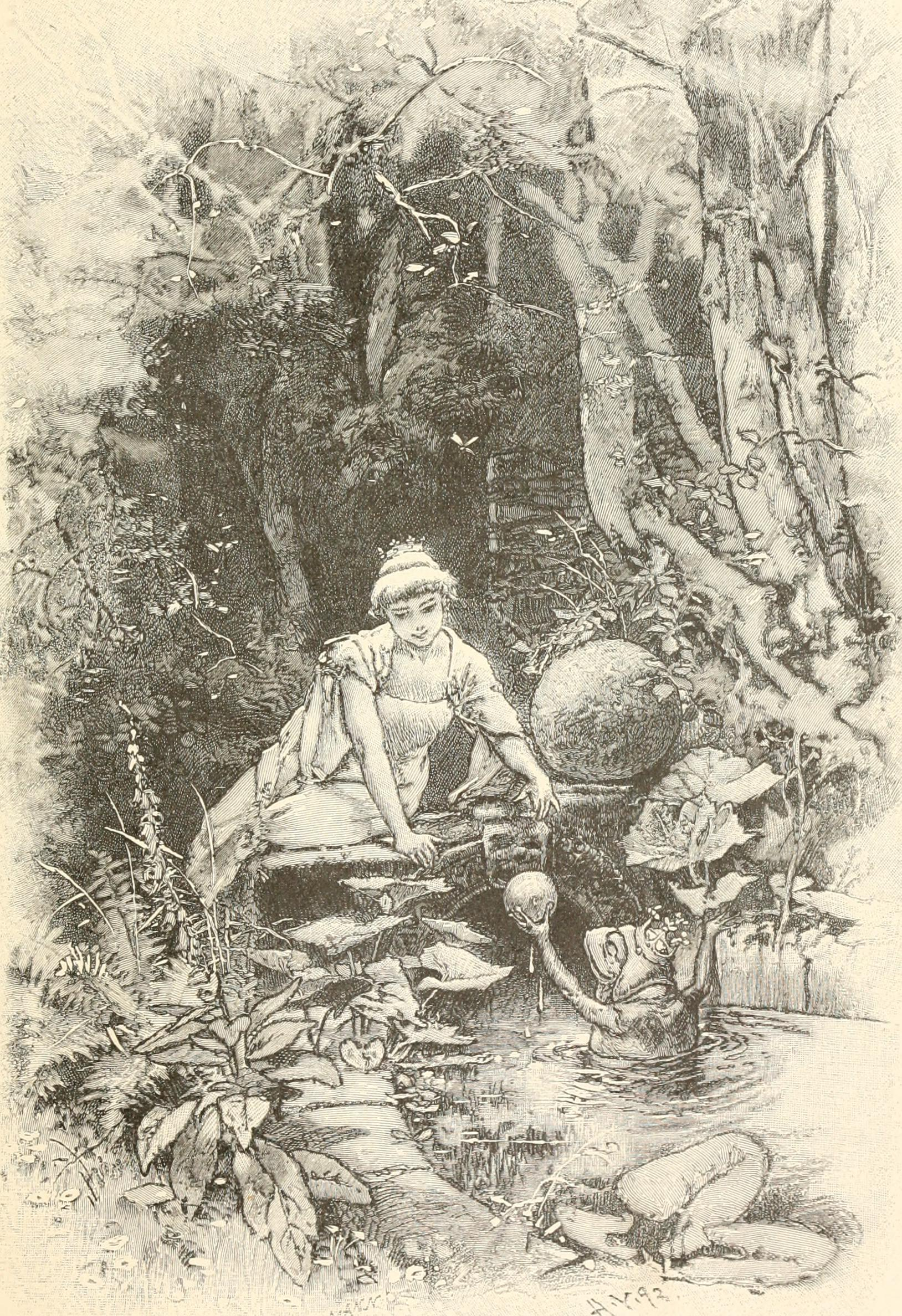
Bild, 1910

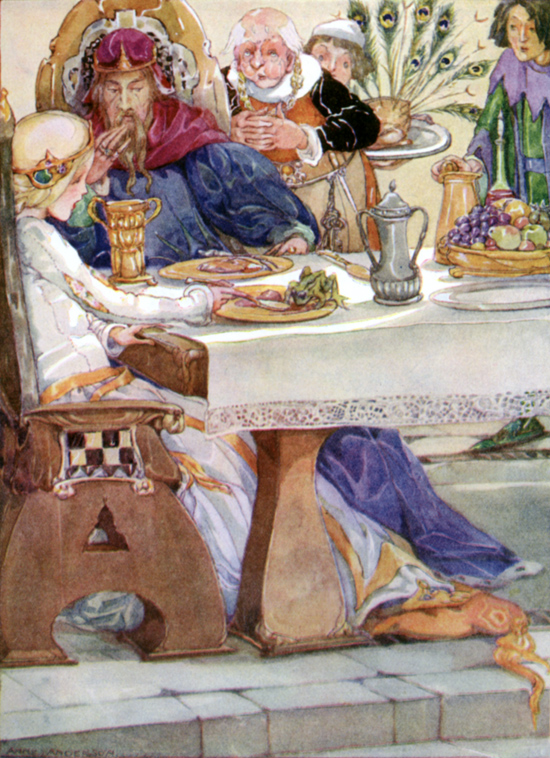
Bild von Anne Anderson

Der Froschkönig oder der eiserne Heinrich ist ein Märchen (ATU 440 Ehemann). Es steht in den Kinder- und Hausmärchen der Brüder Grimm an erster Stelle (KHM 1).

## Inhalt

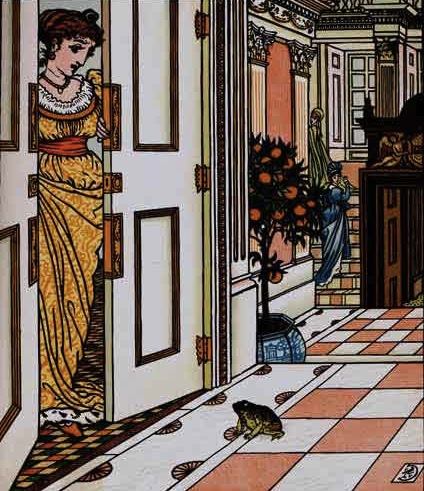
Bild von Walter Crane, 1874

Einer Prinzessin fällt ihre goldene Kugel beim Spiel in den Brunnen, und ein Frosch bietet an, ihr zu helfen. Sie muss ihm dafür versprechen, seine Freundin zu werden und Teller und Bett mit ihm zu teilen. Als sie die Kugel zurück hat, geht sie nach Hause und vergisst den armen Frosch in seinem Brunnen. Doch der Frosch kommt an die Tür des Königsschlosses, und auf Drängen ihres Vaters, des Königs, bekennt sich die Prinzessin widerwillig zu ihrem Versprechen. Sie muss ihren Tisch mit dem Frosch teilen. Als jedoch der Frosch fordert, dass sie ihn mit in ihr Bett nehmen solle, ist ihre Abscheu so groß, dass sie den schleimigen und hässlichen Frosch an die Wand wirft. Im gleichen Augenblick verwandelt sich der Frosch in einen Prinzen. Er war von einer bösen Hexe verwünscht worden. Nach dem Willen ihres Vaters führt er die Königstochter als seine Gemahlin in einer Kutsche in sein Königreich. Während der Fahrt brechen Heinrich, dem treuen Diener des jungen Königs, aus Freude über die Erlösung seines Herrn mit lautem Krachen die drei eisernen Ketten entzwei, die er (der „eiserne Heinrich“) sich hatte um sein Herz legen lassen, als sein Herr in einen Frosch verwandelt worden war, damit sein Herz nicht aus Kummer zerspränge. Prinz und Prinzessin leben glücklich bis an ihr Lebensende.

## Herkunft

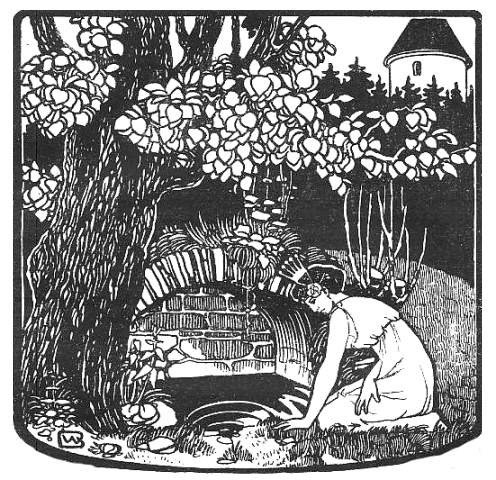
Die in den Brunnen schauende Königstochter nach einer Illustration von Bernhard Wenig

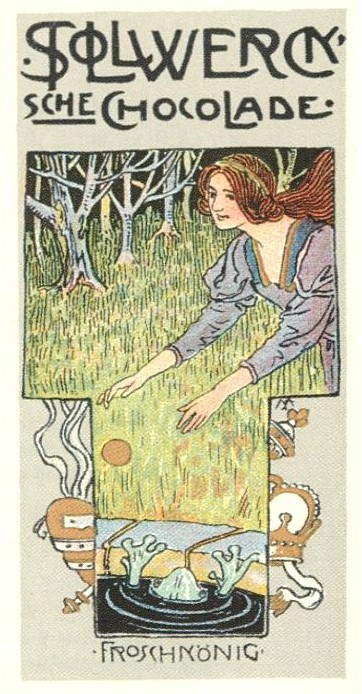
Maximilian Lenz Froschkönig (1900)

Grimms Anmerkung verortet das Märchen in Hessen, wo sie es wohl von Familie Wild hörten, und erzählt Der Froschprinz aus der Erstauflage nach. Eine dritte Erzählung aus dem Paderbörnischen (von Familie von Haxthausen) setzt so fort: Der erlöste Prinz gibt seiner Braut ein Tuch mit seinem Namen in Rot, das schwarz wird, wenn er tot oder untreu ist (vgl. KHM 56, 60, 89). Als er eine falsche Braut hat, folgt ihm die rechte mit ihren Schwestern als Reiter verkleidet und entgeht der Entlarvung, indem sie beim Sturz über ausgestreute Erbsen wie Männer fluchen (vgl. KHM 67). Er erkennt sie, als es unterwegs kracht und er dreimal ruft „Halt, der Wagen bricht“, worauf sie jeweils antwortet: „Ach nein, es bricht ein Band von meinem Herzen.“ Die Brüder Grimm schätzen das Märchen besonders alt, mit Verweis auf Georg Rollenhagen (Froschmeuseler, 1595), und sammeln epische Beispiele von harten Banden ums Herz. Sie zitieren auch den Kommentarteil von John Leydens Ausgabe von John Bellendens Complayant of Scotlande, der das Märchen mit einer Geschichte vom Wolf am Brunnen am Weltende in Verbindung bringt:
open the door, my hinny, my hart,
open the door, mine ain wee thing;
and mind the words that you and I spak
down in the meadow, at the well-spring!
Verglichen mit Wilhelm Grimms ursprünglicher Handschrift schildert der Text der Erstauflage besonders die Spielszene am Brunnen ausführlicher. Die Dialoge sind lebendiger, z. B. „von deinem goldnen Tellerlein essen und in deinem Bettlein schlafen“ (vgl. KHM 53), die Redensart das war in den Wind gesprochen verschwand später wieder. Das jetzt dreimalige Krachen der Bande vom Herzen entspricht den drei Stadien der Handlung, auch die Beschreibung des Wagens mit Gold und das goldene Tellerlein, wie eingangs die Goldkugel, tragen zur Abrundung bei. Die Formel In den alten Zeiten, wo das Wünschen noch geholfen hat leitet das erste Märchen der Sammlung erst ab der 3. Auflage ein und wurde aus KHM 127 Der Eisenofen entlehnt. Die Auflage letzter Hand ist noch ausführlicher. Eingangs sind jetzt die Schönheit der Tochter und ihre Goldkugel durch die Sonne unterstrichen bzw. parallelisiert, die sich verwunderte, sooft sie ihr ins Gesicht schien. Wilhelm Grimm arbeitet subtil die Parallele zwischen Brunnen- und Bettszene heraus, als die Tochter jeweils sitzt und weint. Sie betont den Standesunterschied zum „Wasserpatscher“ (ab 3. Aufl., vgl. KHM 7), „der sitzt im Wasser bei seinesgleichen und quakt“. Es häufen sich Diminutive wie Händchen, Tellerlein, Bettlein, dagegen fehlt des Frosches Ausdruck „Ich will bei dir schlafen“. Hans-Jörg Uther stellte fest, Wilhelm Grimms Handschrift betone die Kindlichkeit der Königstochter und das moralische Vatergebot, spätere mündlich beeinflusste Fassungen mehr die intime Begegnung mit dem Frosch.
Der Name Heinrich wird in der von den Brüdern Grimm verantworteten Ausgabe von Hartmann von Aues Der arme Heinrich 1815 als für einen Diener passend, weil volksmäßig bezeichnet. Den Namen Froschkönig fanden sie in Rollenhagens Von Bröseldieb, des meuseköniges sons, kundtschaft mit dem froschkönig, wo auch in der Vorrede vom eisernen Band die Rede ist. Der Vers „Königstochter jüngste / Mach mir auf“ steht schon in Friedrich David Gräters Bragur 3 (1794, S. 241–242).
Die von Grimm zitierte Erzählung in Leydens Complaynt of Scotland ist bis heute der früheste Beleg des Märchens. Ein Singvers des Frosches findet sich schon 1794 in Friedrich David Gräters Über die teutschen Volkslieder und ihre Musik. Mittelalterliche Textstellen, wie sie den Brüdern Grimm aufgefallen waren, bewegen sich nur im sprichwörtlichen Bereich (Si quis amat ranam, ranam putat esse Dianam – Wenn wer einen Frosch liebt, hält er den Frosch für Diana; in gremium missa post rana sinum petit ipsa – So der Frosch in den Schoß kommt, wollt er gern in den Busen), ebenso eine antike in Petronius’ Das Gastmahl des Trimalchio (Kap. 77, über einen Neureichen: qui fuit rana, nunc est rex – Der ein Frosch war, ist jetzt König). Auch Versuche der Herleitung aus altorientalischen Quellen stützen sich nur auf Einzelmotive. Das Bild von Eisenbanden ums Herz ist schon mittelalterlich belegt, es lebt vielleicht fort in Redensarten wie mir fällt ein Stein vom Herzen.

## Varianten
38 deutsche Varianten von Märchentyp AaTh 440 sind belegt, die meisten im Küstenraum, v. a. Mecklenburg und Ostpreußen, sowie durch Grimms Sammeltätigkeit in Hessen. Weitere Fassungen finden sich in Nord- und Osteuropa, selten außerhalb Europas z. T. vermischt mit anderen Tierbräutigammärchen. Neuere Varianten sind oft von Grimms Froschkönig abhängig, was man an der Handlungsstruktur nachweisen kann. Lutz Röhrich stellt fest, dass die Handlung fast immer wie hier von der Notlage der Frau motiviert ist und binäre Oppositionen zeigt: Verwünschung/Erlösung, Mangel/Behebung, Versprechen/Einhaltung, Verweigerung/Hingabe, Fesselung/Befreiung, Hinausgehen/Heimkehr. Die Verse sind verschieden, aber markieren stets den Kulminationspunkt der Handlung, als das Unerwartete geschieht und das Tier das Versprechen einklagt.
Die Prinzessin wird vom spielenden Kind zur heiratenden Frau, entsprechend vergeht in manchen Varianten mehr Zeit bis zum Schlossbesuch des Tieres, das auch eine Schlange sein kann. Der Prinz wird durch ihre intime Begegnung vom Tier zum Menschen (vgl. KHM 101, 108). Die Ekelszene ähnelt Sagen vom Schlangenkuss, auch hier kann das Tier ein Frosch oder eine Kröte sein, aber die Erlösung misslingt. Anders als in Tierbräutigammärchen (KHM 88, 127) erfolgt die Erlösung nicht durch Liebe und Selbstüberwindung, sondern eher vorherbestimmt gegen die Intention der Heldin. Dass sie die eigentliche Handlungsträgerin ist, macht auch das Fehlen der Vorgeschichte von der Verwünschung des Prinzen verständlich. Ein Kuss zur Erlösung ist erst in Varianten ab Ende des 19. Jahrhunderts belegt. Der eiserne Heinrich ist hier mystischer Bruder des Prinzen (vgl. KHM 6, 136). Manche Herausgeber fanden ihn so überflüssig, dass sie ihn weg ließen. In Varianten wie der in Grimms Anmerkung bezieht er sich dagegen auf die Braut und leitet einen zweiten Erzählabschnitt ein. Die Handlung spielt meist bei Hof, doch aus der Perspektive der einfachen Leute, bis hin zu sozialkritischen Zügen von der Demütigung einer stolzen Prinzessin (vgl. KHM 52). Der König-Vater wurde von Wilhelm Grimm zur moralischen Instanz ausgebaut, später psychoanalytisch als Über-Ich der Heldin gedeutet oder als zu autoritär kritisiert.
Vgl. das russische Märchen Die Froschkönigin. Vgl. Oda und die Schlange (zur Rede des Frosches: „... und deine goldene Krone, die mag ich nicht“ auch Der weiße Wolf) in Ludwig Bechsteins Deutsches Märchenbuch, ferner in Ulrich Jahns Volksmärchen aus Pommern und Rügen Nr. 5 De Koenigin un de Pogg’, Nr. 6 Die Königstochter und die Schorfkröte („Für Gold und Silber … nicht“).

## Deutungen

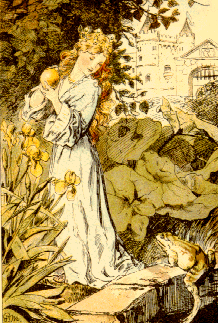
Bild von Paul Friedrich Meyerheim

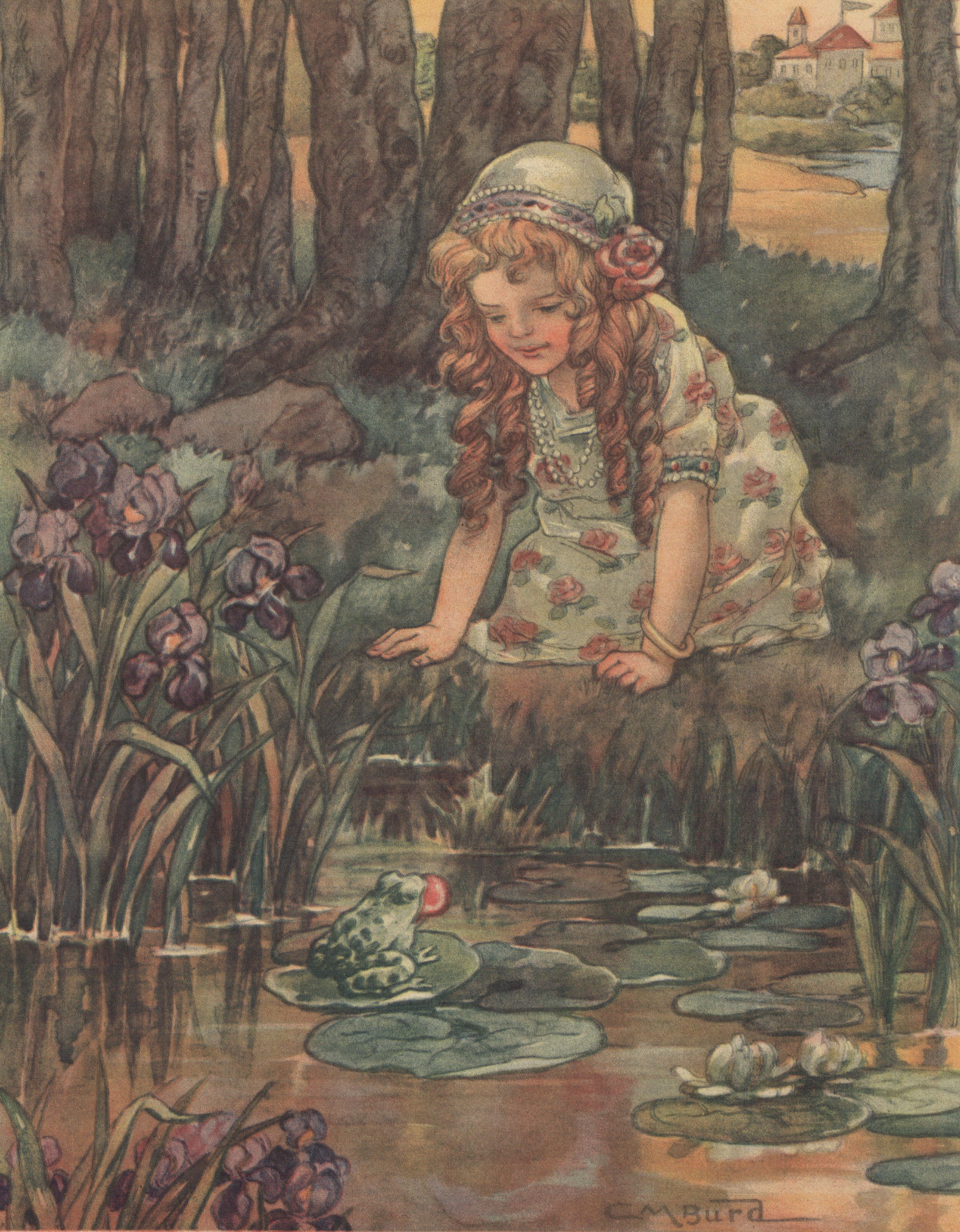
Illustration von Clara Miller Burd, 1919

Der Märchenphilologe Lutz Röhrich beobachtet, dass Psychologen gerade auch dieses Märchen als Reifungsvorgang deuten. Die goldene Kugel stellt eine Beziehung her, bringt die Geschehnisse 'ins Rollen', das Mädchen will sich jedoch noch nicht verschenken, es ist die verlorene, goldene Welt der Kindheit. Im Kinder- oder Gesellschaftsspiel kann das Ballzuwerfen Liebe bedeuten. Der tiefe Brunnen wurde als Eingang zum Uterus oder Unbewussten gedeutet (s. a. KHM 24, 91), der Frosch als Phallus. Deutlich habe das Märchen etwas mit Sexualität und den durch radikale Veränderung ausgelösten Angstgefühlen zu tun.
Nach Hedwig von Beit kann die Heldin entweder als Seelenbild aufgefasst werden, dessen herrschendes Bewusstsein der König ist, oder als selbstständige Persönlichkeit. Der Ball ist der bewusstseinsferne Teil des Selbst und knüpft die Beziehung zu urtümlich animalischem Leben. Er war im Altertum sowohl Bild der Einzel- als auch der Weltseele (Sphaira) und Spielzeug des Erosknaben. Der Seelenverlust im Brunnen korrespondiert mit dem Erlösungswunsch des Frosches. Er ist mythologisch oft kein harmloses Wesen, Erscheinungsform der armen Seele, teuflisch, doch auch vor Unglück schützend, sein Quaken das Schreien der ungeborenen Kinder. Auch der Vater als erste Animus-Erfahrung der Heldin mahnt sie zur Vertiefung des bisher spielerischen, nur-weiblichen Umgangs mit dem Unbewussten. Das An-die-Wand-Werfen ist schwer zu deuten, evtl. als Projektion oder als Fixierung. Es ist in Varianten durch Kuss, Verbrennen der Tierhaut oder Köpfen ersetzt. Der Diener ist in Märchen fast immer des Helden Schatten oder Doppelgänger, der hier wie der Frosch aus seiner alten Haut bricht. Psychologisch sinnvoller scheinen Varianten, wo sich dies auf die Braut bezieht, z. B. verhinderte der Eisenreif die Geburt eines Kindes. Nach Bruno Bettelheim zeigt die Handlung einen beschleunigten Reifungsprozess. Die narzisstische Vollkommenheit des Goldballs muss zurückgeholt werden vom hässlichen Frosch – das Leben ist kompliziert geworden. Das Über-Ich in Gestalt des Vaters erzwingt, dass das Spiel ernst wird, was die Gefühle verstärkt, wenn auch zuerst negativ – reife Liebe braucht Zeit. So wie erste Erotik nicht lustvoll sein kann, muss auch ein Kind aus mütterlicher Abhängigkeit geworfen werden – dass ein Frosch aus dem Wasser auftaucht, nehme unser embryologisches Wissen um Jahrhunderte vorweg. Bettelheim erwähnt noch ein Gedicht von Anne Sexton.
Die Anthroposophin Friedel Lenz sieht eine Vereinigung des Ich mit der Seele, auf die es zunächst abstoßend wirken muss. Auch nach Ortrud Stumpfe muss die Prinzessin das Wirken der Sonnenkräfte aus der sumpfig-dämmrigen Gestalt entziffern. Die Anthroposophin Arnica Esterl verglich das Märchen mit der Heilkraft der Hahnenfußgewächse, der Homöopath Martin Bomhardt mit den Arzneimitteln Bufo, Mercurius, Staphisagria, Thuja, Edith Helene Dörre mit dem Amethyst.
Wilhelm Salber sieht in Frosch und Prinzessin die Extreme von Banalem und Entwicklung, die erst mühsam durch Wiederbelebung des Vergangenen miteinander in Austausch kommen. Regina Kämmerer findet die Auflehnung der Prinzessin entscheidend, dass sie eine selbst entschlossene Frau wird, was auch ihm die Würde wiedergibt. Dass Erlösung hier durch Beharren der Heldin auf ihr eigenes Erleben kommt, ist laut Jobst Finke vielleicht eine Therapievorlage für Paare, deren Konflikte gerade auf zu viel Rücksichtnahme beruhen.
Nach Eugen Drewermann werden Frösche gemeinhin als „widerwärtig, eklig, äußerst unangenehm und unsympathisch“ dargestellt wie z. B. in Ovids Metamorphosen der Lykischen Bauern, die von Latona in Frösche verwandelt werden. Der Frosch befindet sich weit von der Prinzessin entfernt, dies zeigt der Größenunterschied sowie dessen Sichtweise aus der Froschperspektive. Er ist ein Helfertier, das orale Wünsche als „Spielkamerad“ äußert, wie „von deinem goldenen Tellerlein essen und aus deinem goldenen Becherlein trinken“ will. Nach Drewermann handelt die Prinzessin narzisstisch, als sie dem Frosch davonläuft und ihn nicht einmal als menschenähnlich anerkennt: „sitzt im Wasser bei seinesgleichen“. Erst als der Königsvater, gleichzusetzen mit dem Über-Ich, ein Machtwort spricht, fügt sie sich und muss schließlich den Frosch auf ihre Stufe heben „heb mich herauf zu dir“.

Nach Drewermann ist das Märchen Der Eisenhans die männliche Reifung, während hier die weibliche beleuchtet wird.

### Sexuelle Initiation

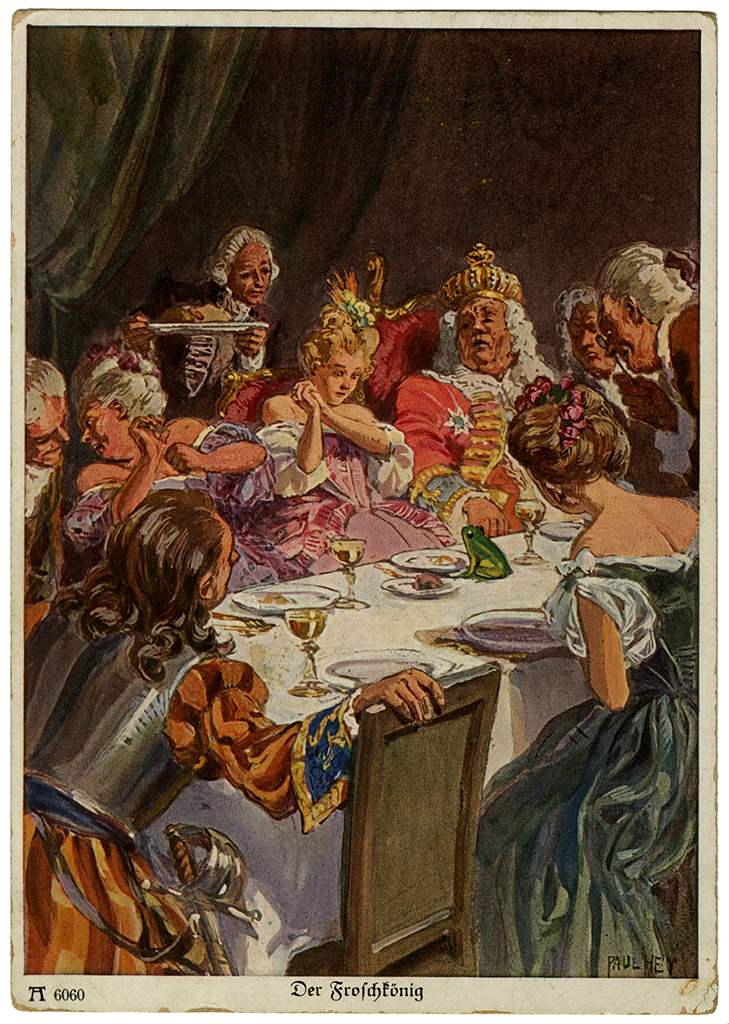
Postkarte von Paul Hey

Der Froschkönig kann (auch) als Geschichte sexueller Initiation eines jungen Mädchens gelesen werden. Der Brunnen steht für das Ziel der Neugier auf die eigene ursprüngliche Welt: eine Art tiefsinnige Selbstbeschaulichkeit ins eigene unschuldige Unbekannte, da die Prinzessin sexuell noch unerfahren ist. Dieses Erkennen fängt zunächst als argloses Spiel mit der goldenen Kugel am Brunnen an und erfährt eine plötzliche Wendung in Richtung beängstigender männlicher Triebe im Auftauchen des zunächst als eklig und nur wenig anziehend empfundenen Frosches. Die goldene Kugel steht für strahlende weibliche geballte Anziehungskraft. Der Frosch steht nicht nur für die männliche Pubertät, die Jungen in diesem Alter als noch wenig attraktiv für gleichaltrige Mädchen erscheinen lässt, sondern auch allgemein für die zunächst als forsch und quälend (quakend) auftretend, zudringlich, unheimlich und befremdlich empfundene männliche Sexualität. Erst als das Mädchen im Anschluss an das erste „Brunnenerlebnis“ durch ihre Abwehr des Ekels durch das Zerschmettern des ungebetenen eindringlichen Gastes an der Wand, d. h. einer Wendung der Beziehung in Richtung Seelenverwandtschaft zu einer jungen (aggressiv aktiven, die Forschheit abwehrenden) Frau heranreift, kann sie die Angst vor dem anderen Geschlecht überwinden: der Frosch entpuppt sich als Prinz, dem das Mädchen erliegt und damit zur erwachsenen Frau wird. Das Märchen stellt quasi durch die grüne Farbe des Froschs auch das Prinzip der ersten sprunghaft initiierenden Öffnung, sprich aber auch allgemeinen Hoffnung dar: Erlösung vom singulär tierischen, naiv unschuldigen Zustand und erwachend waches Wachstum (der kleine Frosch wird zum großen Prinzen).

### Bedeutung des Wortes „Fretsche“

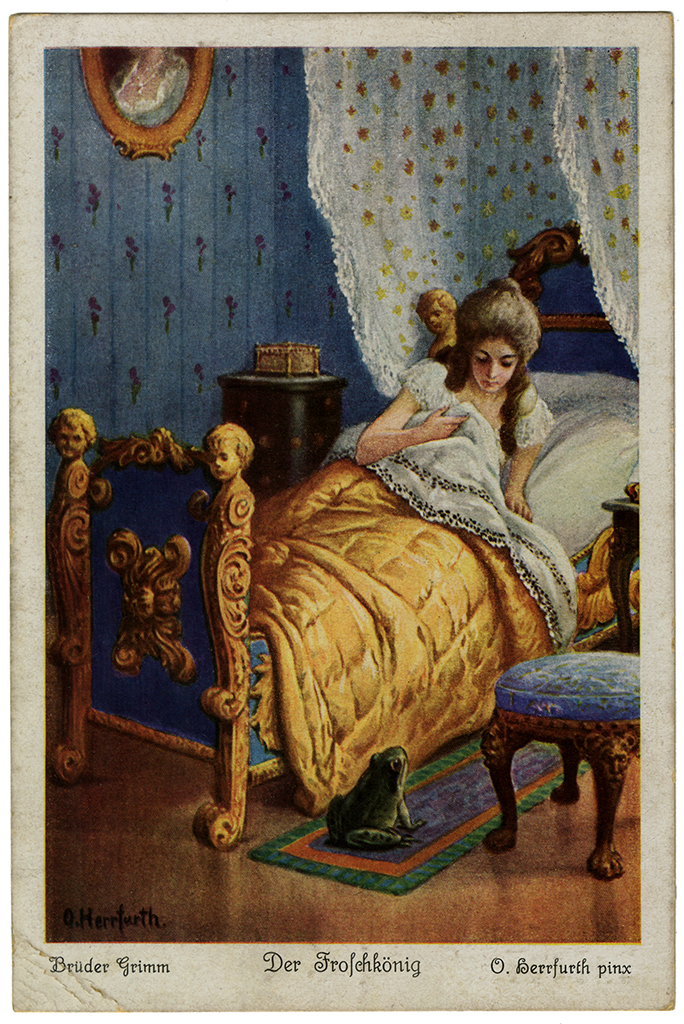
Postkarte von Oskar Herrfurth

Der im Originaltext des Märchens am Ende stehende Ausspruch des Eisernen Heinrichs „… als ihr in dem Brunnen saßt, als ihr eine Fretsche wast.“ veranlasste zu weiteren Deutungen:
Eine Deutung des Wortes „Fretsche“ knüpft an die hessische Aussprache von Frettchen an, da die Brüder Grimm die mündlichen Märchenerzählungen in Hessen gesammelt hatten. Das Wort Frettchen könnte für frech und flink stehen, was dem Verhalten des frechen und der Prinzessin nacheilenden (nachstellenden) Frosches entspräche. Die lautmalerische Ähnlichkeit zwischen „Fretsche“ und Frosch könnte insoweit ein doppeldeutiges Wortspiel sein. Dass dem seinem Prinzen treu ergebenen Eisernen Heinrich eiserne Bande vom Herzen fallen, nachdem die Umtriebigkeit des Prinzen mit der Vermählung geendet hat, könnte als Freude über die nun eingekehrte Berechenbarkeit des Prinzen gemeint sein, wobei Prinz für staatliche Obrigkeit stehen mag.
Eine andere Deutung des Wortes „Fretsche“, und damit des Sinngehalts des Märchens, wird über eine vermeintliche etymologische Wortverwandtschaft mit dem englischen Wort „wretch“ herzuleiten versucht, das wiederum eine Verbindung zum althochdeutschen Wort „Recke“ aufweise (siehe Chambers, Dictionary of Etymology C 1988: „wretch n. very unfortunate person. Probably before 1200 "wrecche", in The Ormulum; developed from Old English wrecca wretch, stranger, exile ...; related to wrecan to drive out, punish ... Old English wrecca is cognate with Old Saxon wrekkio exile, and Old High German reccho, reckio (modern German Recke warrior, hero), from Proto-Germanic *wrakjon from Indo-European *wrog- …“). Daraus wird geschlossen, der Froschkönig (Froschprinz) sei als ein ins Ausland vertriebener Recke zu sehen, dessen Schicksal hier märchenhaft umschrieben werde.

### Entzauberung und ihre Entsprechung in der Psychoanalyse
Als weiterer Aspekt möglicher Deutung: In dem Märchen wird mit dem Wurf an die Wand bzw. vor allem mit dem Ausspruch des den handelnden Personen (un)bekannten Wortes „Fretsche“ eine Entzauberung des zuvor verhexten Königsohns herbeigeführt bzw. abgeschlossen. Die Entzauberung findet durch Freisetzen bzw. Bekanntwerden von ablehnenden Emotionen statt. Entzauberungen finden sich in vielen Märchen, z. B. in dem Märchen Rumpelstilzchen. In dem Augenblick, in dem dessen wahrer Name ausgesprochen wird, ist der Zauber gebrochen bzw. gebannt. Eine Parallele besteht insoweit in der Psychoanalyse. Erst mit dem Bewusstwerden und Aufdecken von Ängsten und Verdrängungen ist der (negative) Zauber gebrochen, kann die Heilung beginnen.

### Interpretation von Carl Gustav Jung
Einer Interpretation von Carl Gustav Jung folgend handelt die Geschichte von einer Initiation der Psyche einer jungen Frau. Der Analyse Jungs folgend sind Märchen eine reiche Quelle für Archetypen und können wie Träume analysiert werden. Der Ego-Charakter in dieser Geschichte ist die Prinzessin. Als Jungfrau sieht sie ihre männlichen Mitmenschen noch wie fremdartige Tiere, genauer wie Frösche. Der goldene Ball steht für ihr bewusstes Selbst, das im Brunnen im Wald verloren ging. Sowohl der Brunnen als auch der Wald stehen für ihre Unbewusstheit. Während des Prozesses der Selbstsuche trifft sie einen Frosch, eigentlich: einen Mann. Der Frosch hilft ihr und will aus ihrem Becher trinken und von ihrem Teller essen, was für das Verlangen, sie zu küssen steht. Mit ihr in einem Bett schlafen zu wollen steht für die Intimität zwischen Mann und Frau. Als die jungfräuliche Prinzessin den Frosch gewaltsam an die Wand wirft, wird sie sich plötzlich über die männlichen Züge in ihrem eigenen Unbewussten klar: sie wird von der passiv erduldenden zur aktiv handelnden Person. Nach dieser plötzlichen Entdeckung wird der Frosch zum realistischen Bild eines Mannes oder in diesem Falle zu einem Prinzen mit wunderschönen Augen. Die Prinzessin ist nun eine erwachsene Frau, die fähig ist zu heiraten.

## Rezeptionen

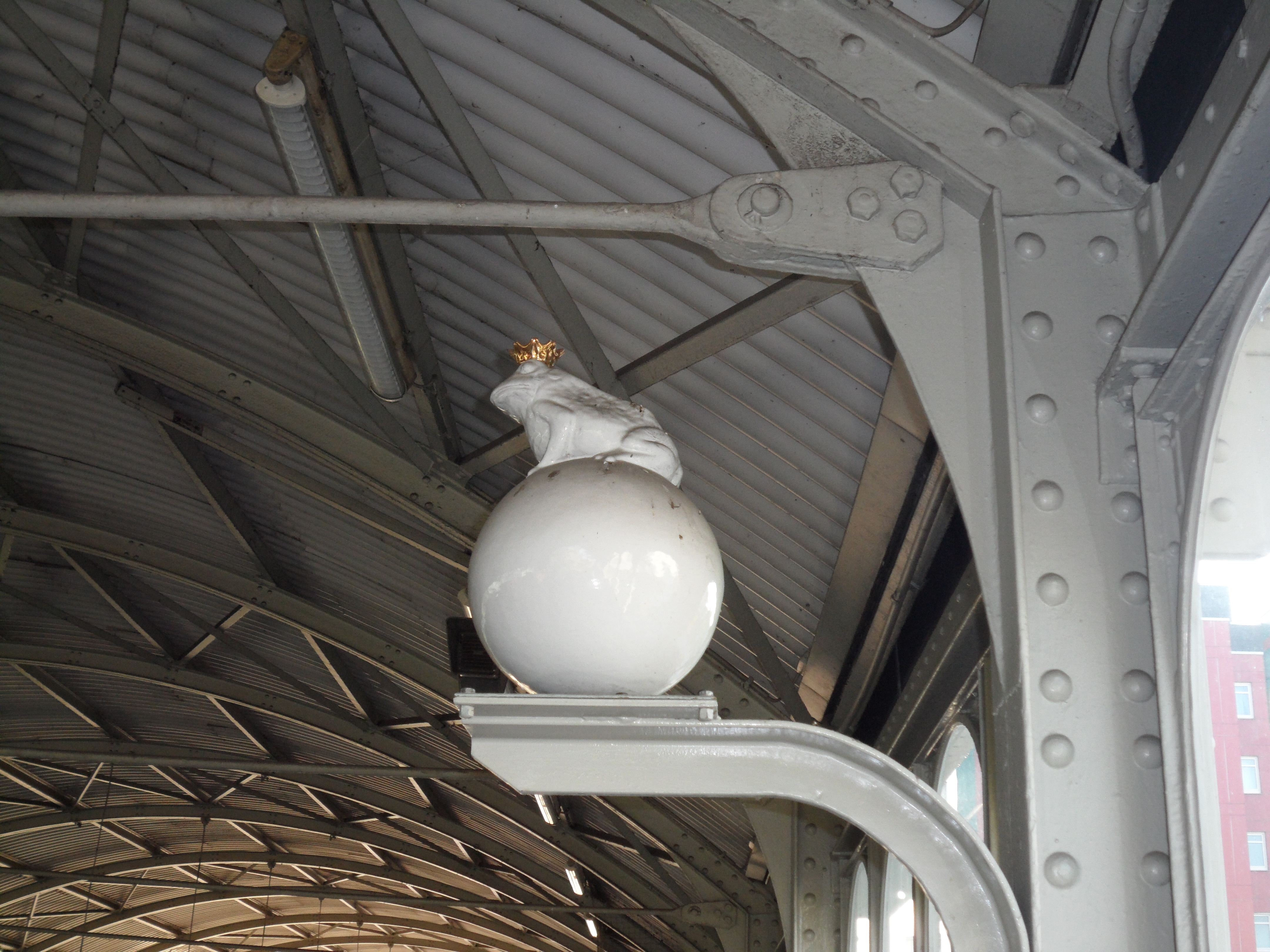
Der Frosch als Porzellanfigur im U-Bahnhof Prinzenstraße in Berlin

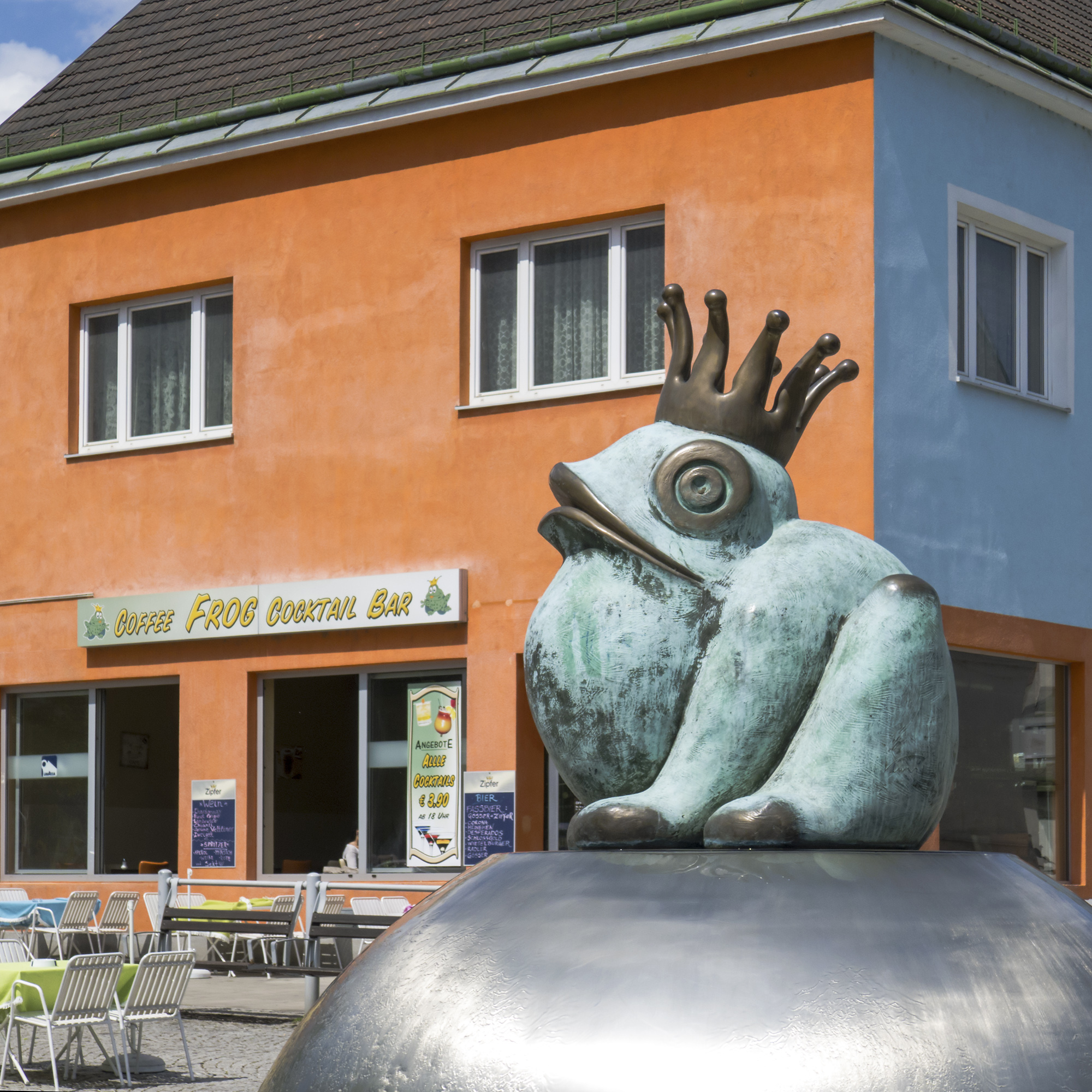
Froschkönig von Gottfried Kumpf bei der Verkehrsstation Wien Simmering (2000)

Lutz Röhrich bemerkt, dass die Lyrik heutiger Zeit oft nur die Erlösungssehnsucht übernimmt, ohne ihre Erfüllung in der modernen Realität wiederfinden zu können. Parodien, Cartoons und Witze kehren oft die Erlösungsszene um, wobei gerade die durch Grimms Bearbeitung unterdrückte Erotik herausgestellt, der Glaube an das Wunder der Liebe aber verworfen wird. In Wilhelm Buschs Bildergeschichte Die beiden Schwestern in Stippstoerchen für Aeuglein und Oehrchen (1880) muss die böse Schwester dem Wasserneck folgen: Da sitzt sie nun bei Wasserratzen, / Muß Wassernickels Glatze kratzen, / Trägt einen Rock von rauhen Binsen, / Kriegt jeden Mittag Wasserlinsen; / Und wenn sie etwa trinken muß, / Ist Wasser da im Überfluß. Marie Luise Kaschnitz’ Gedicht Bräutigam Froschkönig von 1955 steht unter dem Eindruck der Weltkriege:
Wie häßlich ist
Dein Bräutigam
Jungfrau Leben
Eine Rüsselmaske sein Antlitz
Eine Patronentasche sein Gürtel
Ein Flammenwerfer
Seine Hand
...
In Franz Fühmanns Gedicht wirft die Prinzessin den Schleimfrosch aus dem Fenster, weil ihr sonst keiner hilft. Anne Sextons Gedichtfassung geht besonders auf den ekligen Frosch ein. Berühmt ist Daniela Weilands Nie einen Frosch küssen!. In Janoschs Parodie spielt Froschkönig mit seinen Luftblasen und das hässliche Mädchen wird zur Froschkönigin, als er es in den Schwitzkasten nimmt. Sie erschien auch als Bildband und wurde in Janoschs Traumstunde im Fernsehen gezeigt (Episode 15). Heinz Fischer-Tschöp interviewt Herrn Froschkönig, der, seiner Physiognomie wegen „unter starken Minderwertigkeitskomplexen“ leidend, aus der erst aus Mitleid zustande gekommenen Liebesnacht „größer, schöner“ hervorging – „Sogar mein Butler Heinrich … erkannte mich kaum wieder.“ In Barbara Königs Nacherzählung druckst er herum, als seine Braut von der gar nicht so hässlichen Hexe wissen will, deren Zauber „von der angenehmsten Sorte“ war und sich erst im Nachlassen verkehrte. Bei Heinrich Wiesner küsst sie ihn und wird ein Frosch. In Achim Brögers kurzem Prosatext Die Angst der Frösche vor den Königstöchtern (1984) bläst sie ihn auf, „wie das Kinder so tun“, weil er kein Prinz wird. Helmut Heißenbüttel dichtet dem Eisernen Heinrich eine Affäre mit Ottilie Wildermuth an. James Finn Garners emanzipierte Prinzessin erlöst einen Immobilienmakler im Golferdress, drückt ihn aber wieder unter Wasser, als er alles abholzen und zubauen will. Christian Peitz schrieb eine weitere Parodie Die mit dem Frosch knutscht. Kathrin Schmidt erfindet Vorgeschichte und Schluss, wie des Königs Retortenkind Frösche zerquetscht, dafür von der Teichhexe verwünscht wird und die eisernen Bande schließlich der Prinzessin anlegt. Nach Katja Lange-Müller trauert der Prinz seiner Zeit als Frosch nach, weil sie ihn nicht liebt. Ein Manga erschien 2009 von Kei Ishiyama in Grimms Manga (Band 2). Auch in Kaori Yukis Manga Ludwig Revolution kommt er vor (Band 2). Trivialromane und Ratgeber zur Partnersuche verweisen im Titel oder Umschlagbild auf den Froschkönig. Alethea Kontis’ Fantasy-Roman Enchanted basiert auf dem Märchen. Karen Duve erzählt es in ihrem Buch Grrrimm, 2012 als Die Froschbraut ironisch nach. Simon Weiland parodiert es geistesgeschichtlich. Die Zeit zeigt die Kanzlerin vor Koalitionsverhandlungen als küssende Prinzessin, betitelt eine Ausgabe zum neuen Mann mit einer Froschpuppe (wohl Kermit der Frosch), Kerstin Hensel dichtet: „Als ob es ein Morgen gäbe ein Andres / Springt die Fröschin / Gegen die Wand …“ In Christian Handels Fantasy-Roman verführen Brunnengeister die Menschen mit Wünschen und verwandeln den Prinz in einen Frosch.

## Bilder

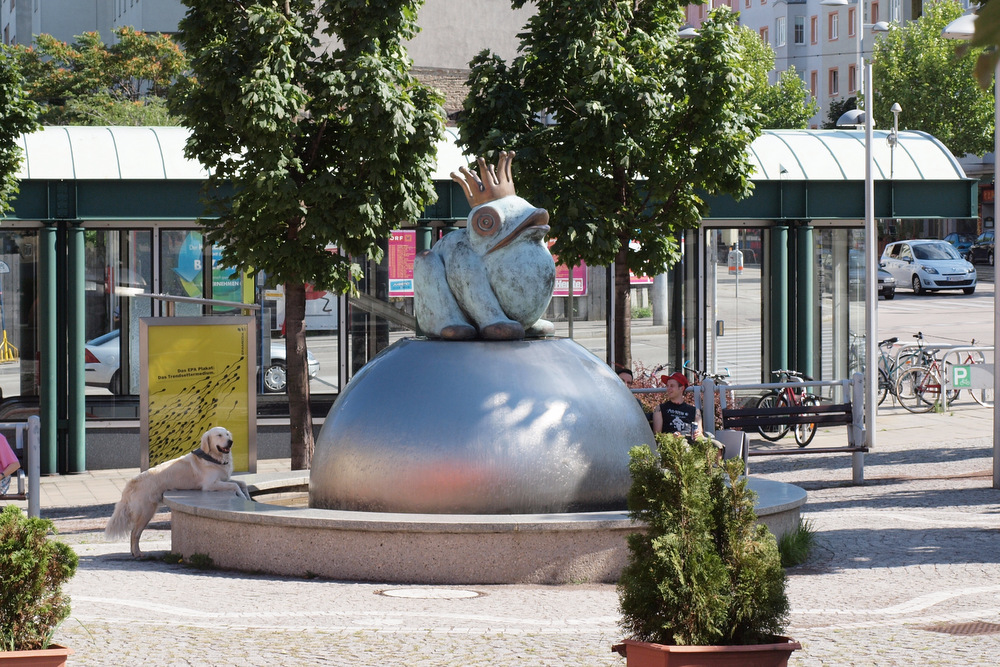
Froschkönigbrunnen in Wien

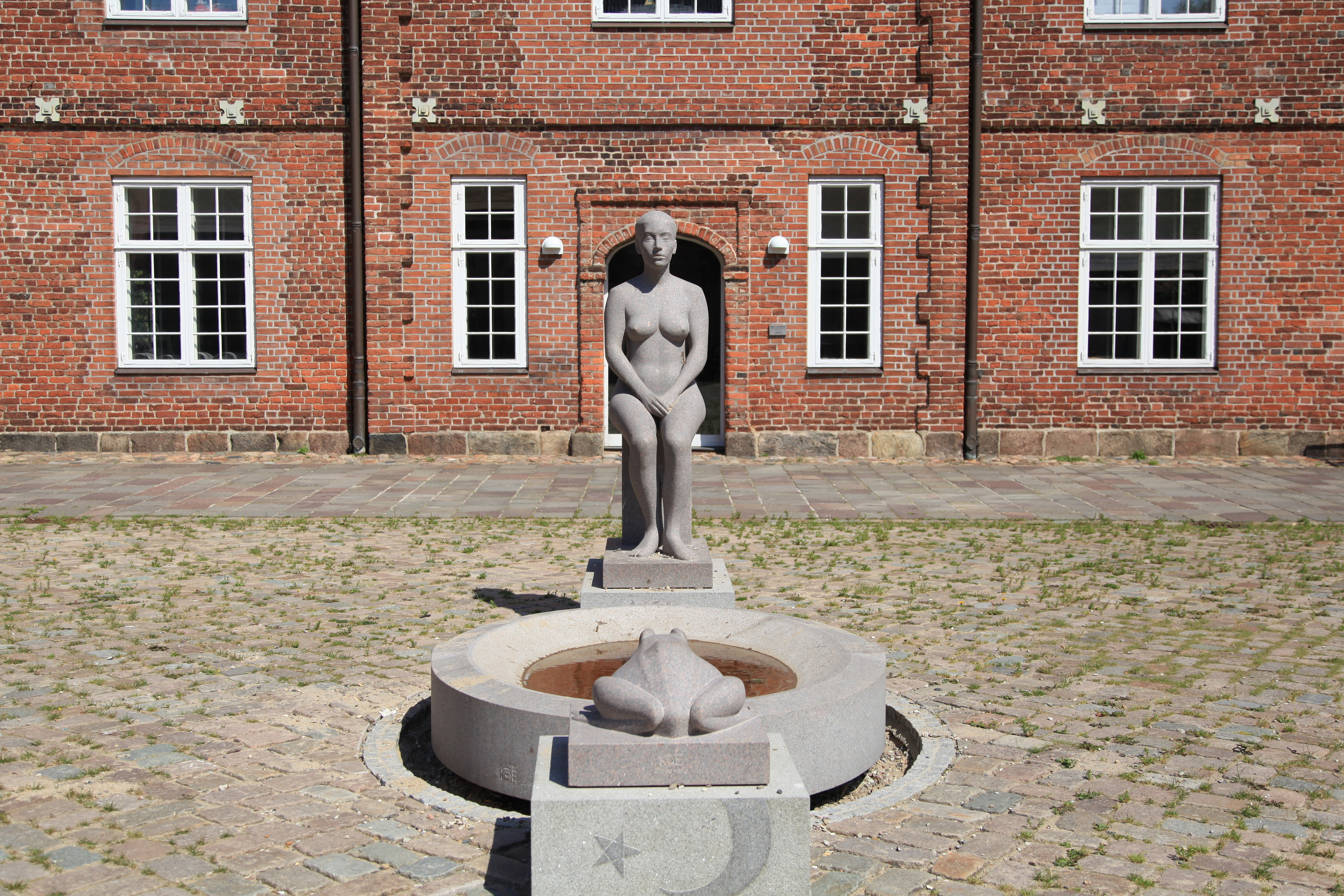
Froschkönigbrunnen in Rendsburg

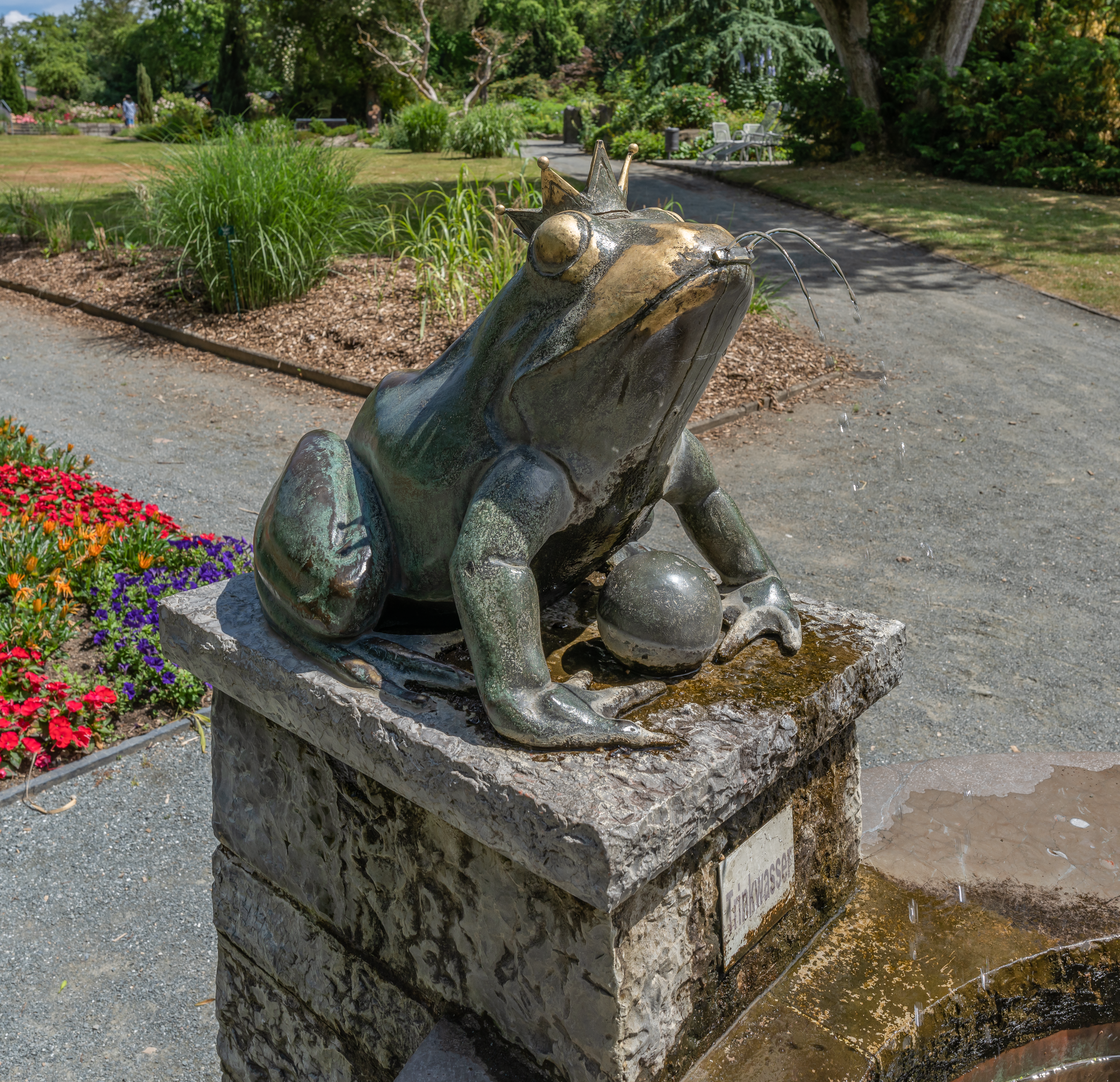
Froschkönigbrunnen in Hof

Jessie Marion King schuf in der Ästhetik des schottischen Jugendstils Illustrationen zu Der Froschkönig.

Briefmarken des Jahrgangs 1966 der Deutschen Bundespost Berlin
Die Prinzessin bittet den Frosch, die verlorene goldene Kugel aus dem Brunnen zu holen.
Die Prinzessin speist mit dem Frosch.
Der Frosch hat sich in einen schönen Prinzen verwandelt.
Prinz und Prinzessin in der Hochzeitskutsche.

## Brunnen
Bildhauer benutzten das Motiv des Froschkönigs zur Gestaltung von Zierbrunnen. Beispiele sind Arbeiten von Gottfried Kumpf, Klaus Kütemeier und Wilhelm Srb-Schloßbauer.

## Theater
- Der Froschkönig. Märchenspiel in 3 Bildern von Robert Bürkner.

## Verfilmungen
- 1924: Das Märchen vom Froschkönig, Spielfilm, Deutschland, 12 min., Produktion: Werbe-Kunst-Film AG, Berlin.[52]
- 1940: Der Froschkönig, Spielfilm, Deutschland, 29 min., Regie: Alf Zengerling, Darsteller: Paul Walker, Helga Wasmer, Georg Vilmar-Umlauf, Egon Vogel.[53]
- 1954: Der Froschkönig, Spielfilm, BRD, 87 min., Regie: Otto Meyer, Darsteller: Stanislav Ledinek, Olga Limburg, Dorothea Wieck.
- 1954: The Frog Prince, 10-minütiger Animationsfilm (Scherenschnittfilm), Großbritannien, Regie: Lotte Reiniger.
- 1963: Der eiserne Heinrich, DEFA-Handpuppenfilm, DDR, Regie und Drehbuch: Carl Schröder.
- 1986: Der Froschkönig, Spielfilm, USA/Israel, Regie: Jackson Hunsicker, Darsteller: Helen Hunt.
- 1987: Gurimu Meisaku Gekijō, japanische Zeichentrickserie, Folge 3–4: Der Froschkönig.
- 1988: Froschkönig, DEFA-Märchenfilm, DDR, 67 min., Regie: Walter Beck, Hauptrollen: Jana Mattukat, Jens-Uwe Bogadtke.
- 1991: Froschkönig (Zabí král), Spielfilm, ČSFR/BRD, 90 min., Regie: Juraj Herz, Darsteller: Iris Berben, Michael Degen.
- 1999: SimsalaGrimm, deutsche Zeichentrickserie, Staffel 2, Folge 12: Der Froschkönig.
- 2000: Küss mich, Frosch, deutsche TV-Komödie mit Anja Knauer und Matthias Schweighöfer.
- 2006: Der Froschkönig – Im Brunnen hört dich niemand schreien, Filmkomödie aus Die Märchenstunde (BRD/Österreich).
- 2008: Der Froschkönig, Märchenfilm aus der 1. Staffel der ARD-Reihe Sechs auf einen Streich, BRD, Regie: Franziska Buch.
- 2009: Küss den Frosch, Animationsfilm, USA, Disney, Regie: Ron Clements und John Musker.
- 2022: Das Märchen vom Frosch und der goldenen Kugel, Spielfilm, BRD/Tschechien, 90 min., Regie: Ngo The Chau

The Frog King ist ein Film von Tom Davenport, 1980.

## In der Popkultur
Der britische Pop-Rock-Musikers Peter Gabriel  hatte die Idee zu seinem Lied Kiss That Frog und dem dazugehörigen Musikvideo von Brett Leonard aus einem Buch von Bruno Bettelheim mit dem Titel The Uses of Enchantment. In dem Liedtext geht es um das Märchen von dem Frosch und der Prinzessin aus den Kinder- und Hausmärchen der Brüder Grimm in Bezug auf die Sexualität. Die Botschaft ist, dass der Frosch, wenn er akzeptiert wird, ein Prinz werden kann. Das verrät die tiefe Sehnsucht der Männer in sich, durch die Liebe einer Frau verwandelt zu werden. Der Song beginnt mit der Einladung an uns alle, einen Vertrauensvorschuss zu wagen.

### Ausgaben
- Kinder- und Hausmärchen gesammelt durch die Brüder Grimm in drei Teilen. Turm-Verlag Leipzig 1907–1909.
- Von Otto Ubbelohde illustrierte Ausgaben der Grimmschen Märchen. N.G. Elwert Verlag, Marburg 1922.
- Von Heinz Rölleke textkritisch revidierte zweibändige Ausgabe, Verlag Diederichs, Köln 1982 und Ausgabe letzter Hand mit einem Anhang sämtlicher Herkunftsnachweise in drei Bänden, Reclam, Stuttgart 1980.
- Der Froschkönig oder der eiserne Heinrich illustriert von Binette Schroeder, NordSüd Verlag, Zürich 1989, ISBN 978-3-314-20009-0